# Feo, fuerte y formal
Feo, fuerte y formal es el duodécimo álbum de estudio del cantante español Loquillo junto a la banda Trogloditas, publicado en 2001.

## Descripción
Grabado en 2001 por la productora Konga Music, filial de Blanco y Negro, producido por Jaime Stinus, el álbum contó con la incorporación a la banda del guitarrista Igor Paskual que intervino también como compositor en buena parte de las canciones y con el retorno del batería Jordi Vila.
El título del disco hace referencia al epitafio que durante años pudo leerse en español en la lápida de la tumba anónima del actor John Wayne, "Feo, fuerte y formal",  ya que su esposa decidió suprimir su nombre por temor a una profanación.
El disco incluye dos temas compuestos por Loquillo en colaboración con el poeta y compositor aragonés Gabriel Sopeña, así como una versión del tema Mi calle de la mítica banda de rock barcelonesa Lone Star. El álbum lo cierra una renovada versión del clásico Barcelona ciudad.

## Lista de canciones
| N.º | Título                                                            | Duración |  |
| 1.  | «Deportivo 7» (Igor Paskual/José María Sanz)                      | 3:06     |  |
| 2.  | «Las Chicas del Roxi» (Igor Paskual/José María Sanz/Susana Koska) | 2:56     |  |
| 3.  | «Feo, fuerte y formal» (Carlos Segarra/José María Sanz)           | 4:02     |  |
| 4.  | «El mánager» (Igor Paskual/José María Sanz)                       | 3:02     |  |
| 5.  | «Mi calle» (Enrique López/Joan Miró/Pedro Gené/Rafael De La Vega) | 3:10     |  |
| 6.  | «La edad de oro» (Jaime Stinus/José María Sanz)                   | 3:35     |  |
| 7.  | «Soltando lastre» (Gabriel Sopeña/José María Sanz)                | 4:20     |  |
| 8.  | «Territorios libres» (Igor Paskual/José María Sanz)               | 4:00     |  |
| 9.  | «Charnego (A la manera de gato)» (Gabriel Sopeña/José María Sanz) | 3:11     |  |
| 10. | «Barcelona ciudad» (Sabino Méndez/José María Sanz)                | 4:57     |  |